# Asia Rugby Championship Top 3 2019
El Asia Rugby Championship Top 3 de 2019, fue la 32.ª edición del principal torneo asiático y la 5ª del formato instituido en 2015.
Al igual que en la temporada pasada, no participó Japón.

## Equipos participantes
- Selección de rugby de Corea del Sur
- Selección de rugby de Hong Kong (Dragones)
- Selección de rugby de Malasia

## Posiciones
| Pos. | Equipo        | Encuentros | Encuentros | Encuentros | Encuentros | Tantos  | Tantos    | Tantos     | Puntos Bonus | Puntos Totales |
| Pos. | Equipo        | jugados    | ganados    | empatados  | perdidos   | a favor | en contra | diferencia | Puntos Bonus | Puntos Totales |
| ---- | ------------- | ---------- | ---------- | ---------- | ---------- | ------- | --------- | ---------- | ------------ | -------------- |
| 1    | Hong Kong     | 4          | 4          | 0          | 0          | 212     | 37        | + 175      | 4            | 20             |
| 2    | Corea del Sur | 4          | 2          | 0          | 2          | 103     | 141       | - 38       | 2            | 10             |
| 3    | Malasia       | 4          | 0          | 0          | 4          | 54      | 191       | - 137      | 1            | 1              |

Nota: Se otorgan 4 puntos al equipo que gane un partido, 2 al que empate y 0 al que pierda
Puntos Bonus: 1 punto por convertir 4 tries o más en un partido y 1 al equipo que pierda por no más de 7 tantos de diferencia
|  | Campeón y clasifica al ARC Top 3 2020 |

|  | Clasifica al ARC Top 3 2020 |

|  | A repechaje por la permanencia |

## Resultados
| 18 de mayo, 16:00 | Corea del Sur | 52 - 14 | Malasia | Namdong Asiad Stadium, Incheon, Corea del Sur |  |
|                   |               | Reporte |         |                                               |  |

| 25 de mayo, 21:00 | Malasia | 16 - 38 | Corea del Sur | Stadium National Bukit Jalil, Kuala Lumpur, Malasia |  |
|                   |         | Reporte |               |                                                     |  |

| 8 de junio, 16:00 | Corea del Sur | 10 - 47 | Hong Kong | Namdong Asiad Stadium, Incheon, Corea del Sur |  |
|                   |               | Reporte |           |                                               |  |

| 15 de junio, 16:00 | Hong Kong | 30 - 24 | Malasia | Hong Kong Football Club Ground, Hong Kong |  |
|                    |           | Reporte |         |                                           |  |

| 22 de junio, 20:00 | Malasia | 0 - 71  | Hong Kong | Stadium National Bukit Jalil, Kuala Lumpur, Malasia |  |
|                    |         | Reporte |           |                                                     |  |

| 29 de junio, 16:00 | Hong Kong | 64 - 3  | Corea del Sur | Hong Kong Football Club Ground, Hong Kong |  |
|                    |           | Reporte |               |                                           |  |

| Bandera de Hong Kong |
| Campeón Hong Kong    |
| Segundo título       |